# IT'S ALL RIGHT (オフコースのアルバム)
『IT'S ALL RIGHT SELECTION III 1984-1987』（イッツ オール ライト セレクション スリー 1984-1987）は、1987年7月5日に発売されたオフコース通算5作目のベスト・アルバム。

## 解説
『SELECTION 1978-81』以来、6年ぶりに発表されたメンバー自選によるベスト・アルバム第3弾。ファンハウス移籍後にリリースされたシングル曲に、映画『幕末青春グラフィティ Ronin 坂本竜馬』のサウンドトラック『RONIN 〜ORIGINAL SOUND TRACK〜』収録曲「時代のかたすみで (せめて、今だけ)」を加えたシングル作品集。
『The Best Year of My Life』と『as close as possible』収録のA-1,2,3もシングル・ヴァージョンで収録されている。また、B-3はシングルよりエンディングのリフレインが1回少ない、ショート・ヴァージョンで収録されている。

## 収録曲
| 全編曲: オフコース。 |                                                                                          |          |          |       |
| #                    | タイトル                                                                                 | 作詞     | 作曲     | 時間  |
| 1.                   | 「IT'S ALL RIGHT (ANYTHING FOR YOU)」(シングル「IT’S ALL RIGHT (ANYTHING FOR YOU)」より) | 小田和正 | 小田和正 | 4'09" |
| 2.                   | 「君が、嘘を、ついた」(シングル「君が、嘘を、ついた」より)                               | 小田和正 | 小田和正 | 4'23" |
| 3.                   | 「夏の日」(シングル「夏の日」より)                                                       | 小田和正 | 小田和正 | 4'50" |
| 4.                   | 「君の倖せを祈れない」(シングル「夏の日」より)                                           | 小田和正 | 松尾一彦 | 4'18" |
| 5.                   | 「緑の日々」(シングル「緑の日々」より)                                                   | 小田和正 | 小田和正 | 4'34" |
| 6.                   | 「call」(シングル「call」より)                                                           | 小田和正 | 小田和正 | 4'25" |

| 全編曲: オフコース。 |                                                                                               |                          |          |       |
| #                    | タイトル                                                                                      | 作詞                     | 作曲     | 時間  |
| 1.                   | 「たそがれ」(シングル「たそがれ」より)                                                        | 小田和正 · Randy Goodrum | 小田和正 | 4'47" |
| 2.                   | 「LAST NIGHT」(シングル「たそがれ」より)                                                      | 秋元康                   | 松尾一彦 | 4'58" |
| 3.                   | 「夏から夏まで」(シングル「夏から夏まで」より)                                                | 小田和正                 | 小田和正 | 3'50" |
| 4.                   | 「ぜんまいじかけの嘘」(シングル「夏から夏まで」より)                                          | 秋元康                   | 松尾一彦 | 4'31" |
| 5.                   | 「時代のかたすみで (せめて、今だけ)」(サウンドトラック『RONIN 〜ORIGINAL SOUND TRACK〜』より) | 小田和正                 | 小田和正 | 3'46" |

## クレジット
- Art Direction  –  KATSUMI KOMAGATA
- Photography  –  MAMORU SUGIYAMA
- Design  –  KEISUKE UNOSAWA

## 32FD-1068

### 解説
CDはアナログ盤、およびカセットと同時発売。CD盤面の文字および写真はモノクロ印刷。また、本作は翌1988年にピュアゴールドCD仕様で、2022年にリマスタリングされてそれぞれ再リリースされた。

### 収録曲
1. IT'S ALL RIGHT (ANYTHING FOR YOU)  –  (4:09)[1]
2. 君が、嘘を、ついた  –  (4:23)[1]
3. 夏の日  –  (4:50)[1]
4. 君の倖せを祈れない  –  (4:18)[1]
5. 緑の日々  –  (4:34)[1]
6. call  –  (4:25)[1]
7. たそがれ  –  (4:47)[1]
8. LAST NIGHT  –  (4:58)[1]
9. 夏から夏まで  –  (3:50)[1]
10. ぜんまいじかけの嘘  –  (4:31)[1]
11. 時代のかたすみで (せめて、今だけ)  –  (3:46)[1]

## リリース履歴
| # | 発売日         | リリース                              | 規格 | 品番      | 備考                                             |
| - | -------------- | ------------------------------------- | ---- | --------- | ------------------------------------------------ |
| 1 | 1987年7月5日   | ファンハウス                          | LP   | 28FB-2101 | レーベルはアルバム・オリジナルのデザインを採用。 |
| 1 | 1987年7月5日   | ファンハウス                          | CT   | 28FC-2101 | カセット同時発売。                               |
| 1 | 1987年7月5日   | ファンハウス                          | CD   | 32FD-1068 | CD同時発売。                                     |
| 2 | 1988年12月10日 | ファンハウス                          | CD   | 40FD-7049 | ピュアゴールドCDでの再発。                       |
| 3 | 2022年6月15日  | Ariola Japan / Sony Music Labels Inc. | CD   | FHCL-3013 | リマスタリングによる再発。                       |